# 栗山航
栗山航（1991年6月15日—），日本演員、模特兒。出身於日本東京都。身高176公分。隸屬於Oscar Promotion Co., Ltd.。2013年在特攝作品《牙狼〈GARO〉～照亮黑暗的人～》中，演出主角「道外流牙／黃金騎士牙狼」。

## 演出作品

### 電視劇
- 牙狼〈GARO〉～照亮黑暗的人～（2013年4月5日～2013年9月20日、東京電視台·東北新社） - 飾演 道外流牙／黃金騎士牙狼(主演)
- 福岡恋愛白書9 月と太陽を見上げて（2014年3月21日、九州朝日放送） - 飾演 山下亮介
- 博多ステイハングリー Season2 夢王（MUOH）（2014年7月～2014年10月、西日本電視台） - 飾演 達宮太一(主演)
- 牙狼〈GARO〉-GOLDSTORM- 翔（2015年4月10日～、東京電視台·東北新社） - 飾演 道外流牙／黃金騎士牙狼·翔(主演)

### 電影
- 牙狼〈GARO〉-GOLDSTORM- 翔（2015年3月28日、東北新社） - 飾演 道外流牙／黃金騎士牙狼／黃金騎士牙狼·翔(主演)
- 牙狼-GARO- 神ノ牙-KAMINOKIBA-（2018年1月6日、東北新社） - 飾演 道外流牙